# Rima Sung-Mei
La Rima Sung-Mei è una struttura geologica della superficie della Luna.
Il nome riprende un comune nome proprio femminile cinese.
Fino al 1985 era considerato un cratere.